# 1713 Bancilhon
1713 Bancilhon eller 1951 SC är en asteroid i huvudbältet som upptäcktes den 27 september 1951 av den franske astronomen Louis Boyer vid Algerobservatoriet. Den har fått sitt namn efter den franska astronomen Odette Bancilhon.
Asteroiden har en diameter på ungefär 5 kilometer.